# Simona Marchini
Simona Marchini, nata Simonetta Marchini (Roma, 19 dicembre 1941), è un'attrice, conduttrice televisiva, comica e regista teatrale italiana.

## Biografia
Figlia dell'imprenditore Alvaro Marchini, presidente della Roma negli anni settanta e cugina di secondo grado di Alfio Marchini, esordì già a quattro anni in teatro proprio grazie al padre. La prima proposta professionale le arrivò da Elio Petri, quando aveva sedici anni, ma il padre si oppose. Una seconda proposta le arrivò nel 1972 per La cagna, ma un incidente a pochi giorni dall'inizio delle riprese precluse la sua partecipazione.
I suoi primi impegni importanti sono stati l'apparizione nel personaggio di "Iside Martufoni" nella trasmissione A tutto gag del 1980, poi nel cinema la partecipazione ai film Miracoloni e I carabbinieri, sempre con ruoli comici. Successivamente, conosciuta casualmente Delia Scala, fu da questa segnalata alla Rai che in seguito la convocò per Quelli della notte e si inserì definitivamente nel mondo dello spettacolo.
Ha raggiunto grande popolarità con la partecipazione, nel 1985, al programma di Renzo Arbore Quelli della notte. Nel 1987-1988 su Rai 1 ha condotto Proffimamente non stop, con Maria Amelia Monti; poi, insieme a Giancarlo Magalli in Pronto, è la Rai?. Dal 1989, insieme a Piero Badaloni e Toto Cutugno ha presentato due edizioni consecutive del programma itinerante Piacere Raiuno, sul primo canale televisivo della Rai. Nel 1993 conduce Ieri, oggi e... domani? su Rai 3, insieme a Gianni Minà e Enrico Vaime.
Ha interpretato la parte di una postina pugliese nella fiction Mamma per caso, accanto a Raffaella Carrà e Ray Lovelock. È stata ospite fissa sino al 3 gennaio 2010 della trasmissione radiofonica Black Out, di e con Enrico Vaime, in onda su Rai Radio 2. L'attrice ricopre inoltre alcuni incarichi: dal 1987 ambasciatrice UNICEF per l'Italia, dal 1999 sovrintendente del Todi Arte Festival dal 2004 al 2009 e dal 2000 al 2008 consulente artistico del teatro Politeama di Prato.
Dal 2004 si è dedicata prevalentemente al teatro.

## Vita privata
È stata moglie del capitano della Roma di quegli anni, Franco Cordova, dal 1970 al 1980. Dal precedente matrimonio con il calabrese Ernesto Palopoli della provincia di Crotone, ha avuto una figlia, Roberta Palopoli.

## Filmografia

### Cinema
- Miracoloni, regia di Francesco Massaro (1981)
- I carabbinieri, regia di Francesco Massaro (1981)
- Acapulco, prima spiaggia... a sinistra, regia di Sergio Martino (1982)
- Separati in casa, regia di Riccardo Pazzaglia (1986)
- Sposi, regia di Antonio Avati, Pupi Avati, Cesare Bastelli, Felice Farina e Luciano Manuzzi (1987)
- Per favore, strozzate la cicogna, regia di Luciano Crovato (1995)
- Cresceranno i carciofi a Mimongo, regia di Fulvio Ottaviano (1996)
- Abbiamo solo fatto l'amore, regia di Fulvio Ottaviano (1998)
- La strategia della maschera, regia di Rocco Mortelliti (1998)
- L'amore ritorna, regia di Sergio Rubini (2004)
- Voce del verbo amore, regia di Andrea Manni (2007)
- Actrices, regia di Valeria Bruni Tedeschi (2007)
- Il maestro di lingue, regia di Diego Piccioni (2009)
- La scomparsa di Patò, regia di Rocco Mortelliti (2010)
- Una donna per la vita, regia di Maurizio Casagrande (2012)
- Una nobile causa, regia di Emilio Briguglio (2016)
- Notti magiche, regia di Paolo Virzì (2018)

### Televisione
- L'élixir d'amour, regia di Claude d'Anna – film TV (1992)
- Passioni – serie TV (1993)
- Mamma per caso, regia di Sergio Martino – miniserie TV, 1 episodio (1997)
- Cuccioli – miniserie TV (2002)
- Le ragazze di Miss Italia, regia di Dino Risi – film TV (2002)
- Camera Café – serie TV, episodio 2x110 (2004)
- Ma chi l'avrebbe mai detto, regia di Giuliana Gamba e Alessio Inturri – film TV (2007)
- Dottor Clown, regia di Maurizio Nichetti – film TV (2008)
- Un medico in famiglia – serie TV, episodio 6x12 (2009)
- Don Matteo – serie TV, 14 episodi (2007-2016)
- Purché finisca bene - Una coppia modello – serie TV (2014)

## Programmi TV
- A tutto gag (Rete 2, 1980)
- Quelli della notte (Rai 2, 1985)
- Pronto, è la Rai? (Rai 1, 1987-1988)
- Piacere Raiuno (Rai 1, 1989-1991)

## Teatro
- Ahi, corpo crudele! di Giuseppe Manfridi, regia di Piero Maccarinelli (1998)
- Quando torna la primavera, di Arnold Wesker, regia di Memè Perlini, Todi Festival (2002)
- I Quattro Moschettieri, di Enrico Vaime e Nicola Fano, regia di Gigi Dall'Aglio (2004)
- La Cenerentola di Gioachino Rossini, regia di Simona Marchini (2004-2005)
- Dieci ragazze per me di Enrico Vaime e Massimo Bagliani, regia di Simona Marchini (2004)
- La Mostra, regia di Gigi Proietti (2011)
- L'Amico Fritz, regia di Simona Marchini (2014)
- Croce e delizia... Signora mia! di Simona Marchini e Claudio Pallottini (2015-2016)
- La paura, regia di Simona Marchini (2015-2016)
- Bella figura, regia di Roberto Andò (2018) con Anna Foglietta, Paolo Calabresi, David Sebasti e Lucia Mascino
- Exit, regia di Giovanni Esposito (2019)
- Mine vaganti, testo e regia di Ferzan Ozpetek (2020)

## Opere letterarie
- Non di solo pane signora mia!, Bompiani, 1987
- Ma che avrà voluto dire? Da Black out di Radiodue, Rai Libri, 1998,ISBN 9788839709844
- Corpo estraneo. La mia vita tra arte, musica e teatro, Baldini+Castoldi, Milano, 2021, ISBN 9788893884396